# Уганда на летних Олимпийских играх 1984
Уганда на летних Олимпийских играх 1984 года была представлена 26 спортсменами (24 мужчины и 2 женщины) в четырёх видах спорта. На церемонии открытия Олимпийских игр флаг Уганды несла легкоатлетка Рут Кьялисима. Не завоевала ни одной медали.

## Состав команды
Бокс
1. Уильям Багонза[англ.]
2. Джон Какуза[англ.]
3. Джон Сирьякиббе[англ.]
4. Чарльз Любульва[англ.]
5. Джеффри Ньеко[англ.]
6. Уильям Галиванго[англ.]
7. Питер Окуму[англ.]
8. Винсент Бьяругаба[англ.]
9. Патрик Лиханда[англ.]
10. Джонатан Кирииса[англ.]
11. Додович Овини[англ.]

Велоспорт
 Шоссейный велоспорт
1. Мухаруд Мукаса
2. Эрнест Буле

 Лёгкая атлетика
1. Вилаон Ачиа[англ.]
2. Джон Говилл[англ.]
3. Моисей Кесва[англ.]
4. Чарльз Мбазира[англ.]
5. Майк Окот[англ.]
6. Винсент Ругуга[англ.]
7. Питер Рвамуханда[англ.]
8. Джастин Ароп[англ.]
9. Эвелин Адиру[англ.]
10. Рут Кьялисима[англ.]

 Плавание
1. Даниэль Мулумба[англ.]

 Тяжёлая атлетика
1. Фред Банджо[англ.]
2. Джон Кьяцце[англ.]